# سنتنیال پارک (آریزونا)
سنتنیال پارک (به انگلیسی: Centennial Park) یک منطقهٔ مسکونی در ایالات متحده آمریکا است که در شهرستان موهاوی، آریزونا واقع شده است. سنتنیال پارک ۵٫۶۲ کیلومتر مربع مساحت و ۵٬۰۱۵ نفر جمعیت دارد و ۱٬۴۹۸ متر بالاتر از سطح دریا واقع شده است.